# Задёжа (Псковская область)
Задёжа — деревня в Великолукском районе Псковской области России. Входит в состав Лычёвской волости.

## География
Расположена в центре района на берегу одноимённого озера Задёжа, в 15 км к юго-востоку от Великих Лук.

## Население
| 2001 | 2002 | 2010 |
| ---- | ---- | ---- |
| 66   | ↗72  | ↗84  |

Численность населения деревни по состоянию на начало 2001 года составила 66 жителей.